# サドンロック

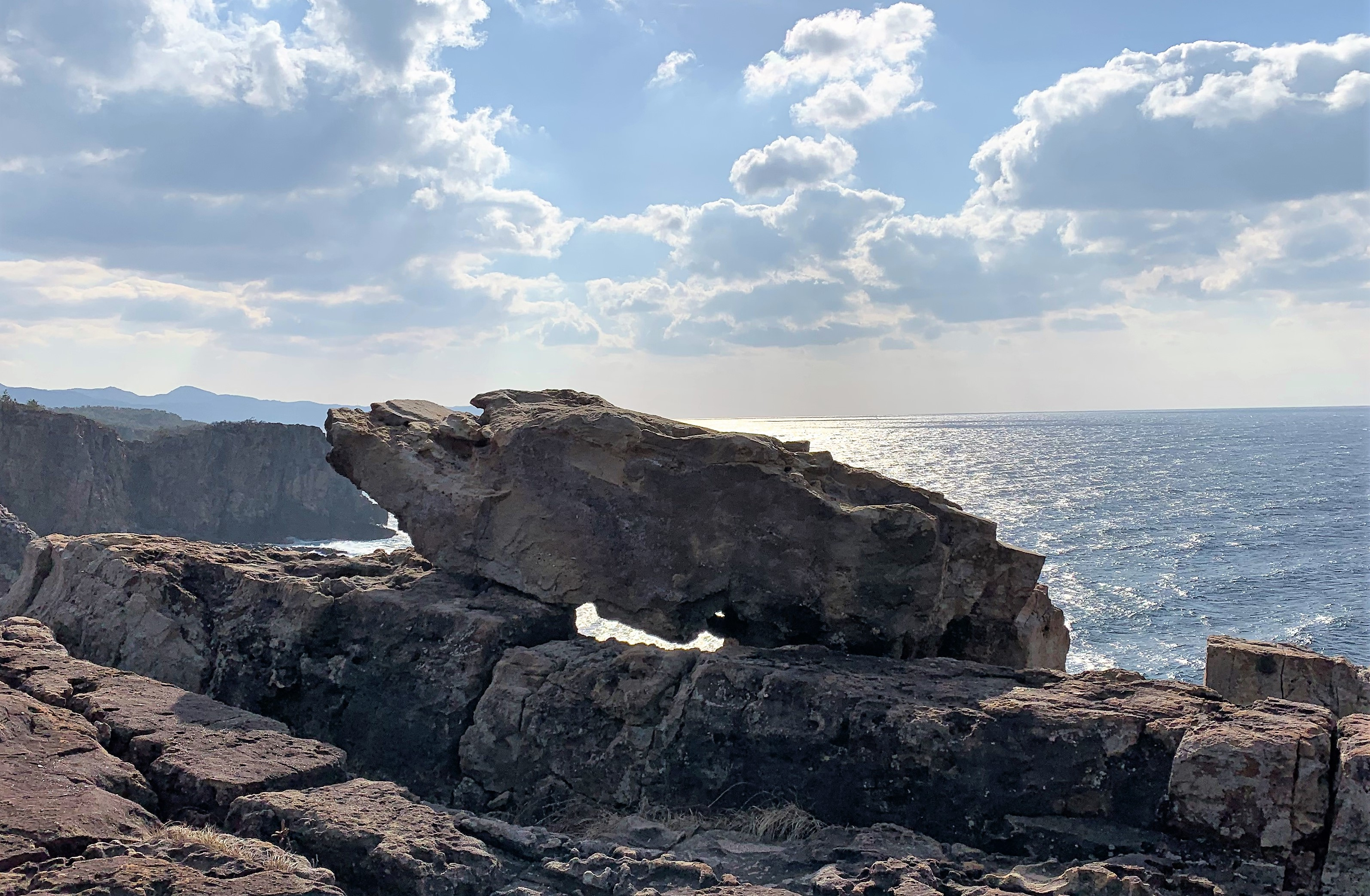
遊歩道側から見たサドンロック

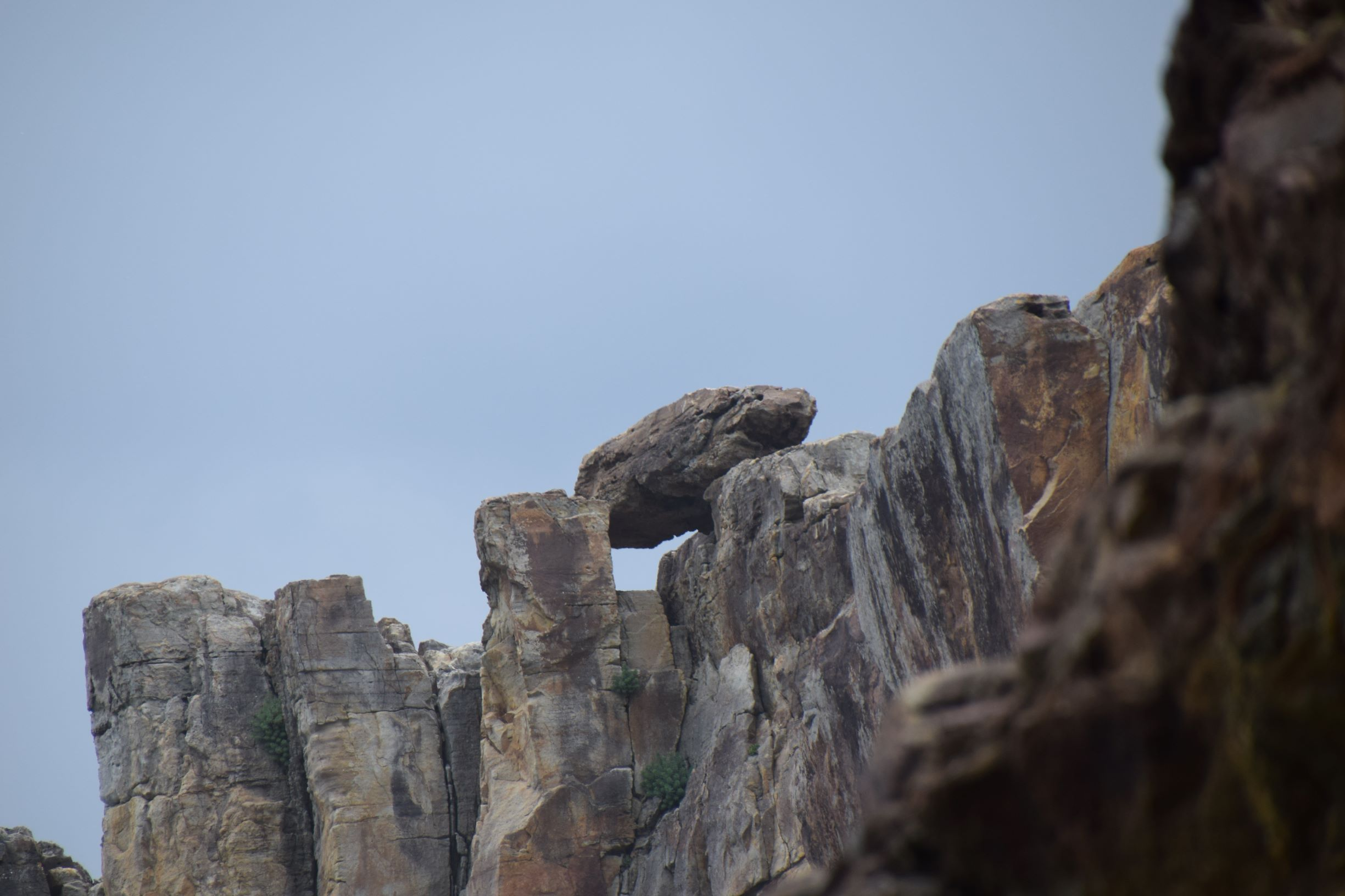
三段壁洞窟から見たサドンロック

サドンロックは、日本の和歌山県西牟婁郡白浜町の観光地である三段壁にある岩。2018年の平成30年台風第21号の日本列島直撃後、崖の上に出現したことが確認された。
2021年2月から名前が募集され、878名の応募のうち同年4月末にサドンロックに決定された。

## 出現
平成30年台風第21号は2018年9月4日の正午ごろに徳島県南部に上陸、14時ごろには兵庫県の神戸市付近に再上陸し、その後は速度を上げて近畿地方を縦断した。中心気圧は四国上陸時に950hpa、本州上陸時に955hpaを記録。最大瞬間風速はどちらの時点でも秒速45メートルに達した。この台風により近畿地方は猛烈な雨と風に見舞われ、和歌山県白浜町は13時2分に最高潮位164センチメートルを観測した。これは平成23年台風第12号（2011年）による最高潮位152センチメートルを上回る記録であった。三段壁では約50メートルの高さにある崖にも波が届き、崩落も起きた。
台風第21号が過ぎ去った数日後、三段壁の北側の崖の上で、遊歩道脇に岩が出現していたことが確認された。岩の大きさは長さ約4.2メートル、高さ約1.2メートル、幅約1メートルであった。台風以前の写真にはその岩は写っておらず、また下の岩盤との間に空隙があること、材質も異なることから、別の場所から運搬されたと見られている。その起源は不明であるが、台風第21号による高波で海から押し上げられたか、崖の上に位置していた岩が風雨により転落・移動したと見られている。

## 命名
発見された岩は命名以前に「謎の岩」と呼称されていた。三段壁洞窟の運営会社である「三段壁洞窟」はこの岩を新たな観光スポットとすべく、2021年2月にInstagramや洞窟内の応募箱を使って岩の名称を募集した。締め切りの4月5日までの応募人数は878名、総数は約770作に上った。「三段壁洞窟」のスタッフが10作まで候補を絞った後、現地とインターネット上で187票の投票があり、41票を獲得した「サドンロック」に決定した。その他の候補には「希石」「シラくまロック」「風来岩」などがあった。「サドンロック」名称には三段壁に現れたことと、その出現が突然のことであったことから、「三段」と"sudden"の二つの意味が込められている。